# テッド・バンディ (映画)
『テッド・バンディ』（Extremely Wicked, Shockingly Evil and Vile）は2019年のアメリカ合衆国の犯罪映画。監督はジョー・バーリンジャー、出演はザック・エフロンとリリー・コリンズなど。本作はエリザベス・ケンドールが1981年に発表した回顧録『The Phantom Prince: My Life with Ted Bundy』を原作としている。
原題の「Extremely Wicked, Shockingly Evil and Vile（極めて邪悪、衝撃的に凶悪で卑劣）」は、被告人のテッド・バンディに死刑を言い渡す際、裁判長のエドワード・カワートが読み上げた判決文の中に含まれていた文言である。
本作は諸外国でNetflixによる配信スルーとなったが、日本でのみ劇場公開された。

## ストーリー
シングルマザーのエリザベス・ケンドール（リズ）はバーでテッド・バンディと名乗る男と知り合った。テッドは容姿端麗で気遣いのできる男であり、リズの娘であるモリ―とも仲良くなっていた。2人はあっという間に恋に落ちたが、ほどなくして、テッドが女性を誘拐した容疑で逮捕されてしまった。テッドが必死になって自分の無実を訴えたため、リズは彼の言い分を鵜呑みにした。その後、テッドは有罪判決を受けて服役することになったが、刑務所の管理の甘さを突いて脱獄した。しばらくして、テッドはフロリダ州で身柄を拘束され、今度は連続殺人の容疑で裁判にかけられた。テッドは弁護士を信用しておらず、自ら弁護を行った。
裁判はテッドに不利なまま進んでいき、テッドの残虐な本性が明るみに出ることとなった。何故リズは凶悪な殺人鬼に心酔してしまったのか、その謎に迫っていく。

## キャスト
※括弧内は日本語吹替声優。
- セオドア・バンディ（テッド）: ザック・エフロン（森田成一）
- エリザベス・ケンドール（リズ）: リリー・コリンズ（清水理沙）
- キャロル・アン・ブーン: カヤ・スコデラリオ（和優希） - テッドを支援する女性。後に妻となって女児を出産。
- エドワード・カワート（英語版）判事: ジョン・マルコヴィッチ（金尾哲夫） - フロリダ州での裁判の裁判長。
- ジョン・オコンネル弁護士: ジェフリー・ドノヴァン（裕樹） - ユタ州での裁判でテッドを弁護。
- ジョアンナ: アンジェラ・サラフィアン（大平あひる） - リズの親友。
- デヴィッド・ヨーコム検事: ディラン・ベイカー ユタ州の検事。
- ダン・ダウド弁護士: ブライアン・ジェラティ - フロリダ州の公選弁護人。
- ラリー・シンプソン検事: ジム・パーソンズ - フロリダ州の検事。
- ジェリー・トンプソン: ハーレイ・ジョエル・オスメント - リズの同僚。後に夫に。
- キャロル・ダロンチ: グレース・ヴィクトリア・コックス（英語版） - ユタ州でテッドに誘拐された女性。最初の証人に。
- マイク・フィッシャー刑事: テリー・キニー - コロラド州ピトキン郡の刑事。テッドを追う。
- ボブ・ヘイワード: ジェームズ・ヘットフィールド - テッドを最初に逮捕したユタ州の警官。

## 製作
2017年5月15日、ジョー・バーリンジャー監督の新作映画にザック・エフロンが出演することになったとの報道があった。10月31日、リリー・コリンズが本作に起用されたと報じられた。
2018年1月11日、ジョン・マルコヴィッチの出演が決まった。18日、本作の主要撮影がケンタッキー州コビントンで始まった。1月下旬、グレース・ヴィクトリア・コックス、ジェフリー・ドノヴァン、アンジェラ・サラフィアン、カヤ・スコデラリオがキャスト入りした。2月12日、ジェームズ・ヘットフィールドの出演が決まったとの報道があった。

## 公開・マーケティング
2019年1月26日、本作はサンダンス映画祭でプレミア上映された。2月4日、Netflixが本作の全米配信権を900万ドルで購入したと報じられた。4月2日、本作のオフィシャル・トレイラーが公開された。

## 評価
映画批評集積サイトのRotten Tomatoesには182件のレビューがあり、批評家支持率は54%、平均点は10点満点で5.70点となっている。サイト側による批評家の見解の要約は「ザック・エフロンの凄味のある名演技のお陰で、『テッド・バンディ』は脚本の不出来という問題点を何度も乗り越えている。」となっている。また、Metacriticには31件のレビューがあり、高評価は9件、賛否混在は18件、低評価は4件、加重平均値は52/100となっている。